# Wedde
Wedde est un village qui fait partie de la commune de Westerwolde dans la province néerlandaise de Groningue.
En 1968, l'ancienne commune indépendante de Wedde fut supprimée. Elle fusionna avec Bellingwolde pour former la nouvelle commune de Bellingwedde.

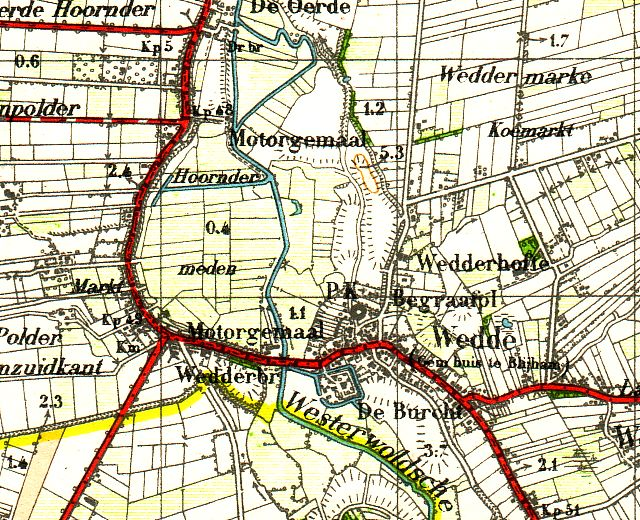
Wedde en 1933